# الاعدان (الدهماء)

تعديل مصدري - تعديل

الاعدان محلة تابعة لقرية الدهماء، التابعة لعزلة حيسان بمديرية بعدان إحدى مديريات محافظة إب في الجمهورية اليمنية، بلغ تعداد سكانها 20 حسب تعداد اليمن لعام 2004.